# Stabilizzante dell'umore
Gli stabilizzanti dell'umore sono una categoria di psicofarmaci adibiti al controllo dell'umore in diverse sindromi psichiatriche quali il disturbo bipolare, il disturbo schizoaffettivo e il disturbo borderline di personalità. Sono indicati per le situazioni di significativa alterazione del tono dell'umore, di instabilità emotiva, di irritabilità, di discontrollo degli impulsi, di aggressività, di oscillazioni marcate del tono dell’umore, di depressione cronica e resistente agli altri farmaci, di iperattività, di irrequietezza e agitazione.
Nel 1949, l'australiano John Cade ha scoperto che i sali di litio sono in grado di controllare la mania, riducendo la frequenza e la gravità degli episodi maniacali. Questo ha introdotto l'ormai popolare carbonato di litio al pubblico, oltre ad essere stato il primo stabilizzatore dell'umore approvato dalla statunitense Food and Drug Administration.
Alcuni di essi sono anche anticonvulsivanti utilizzati nella cura dell'epilessia. Anche alcuni antipsicotici atipici hanno attività di stabilizzatori dell'umore. Il loro meccanismo di azione non è tuttavia ben compreso.

## Elenco
- Carbonato di litio (CarboLithium), il primo e tipico stabilizzatore dell'umore, di prima scelta in tutte quelle situazioni che comportano un elevato rischio di suicidio
- Carbamazepina (Tegretol), anticonvulsivante
- Oxcarbazepina (Tolep), anticonvulsivante
- Acido valproico e sali dell'acido valproico (Depakin), anticonvulsivante
- Lamotrigina (Lamictal), anticonvulsivante atipico
- Gabapentin (Neurontin), anticonvulsivante atipico
- Pregabalin (Lyrica), anticonvulsivante atipico
- Topiramato, anticonvulsivante correlato al recettore GABA